# Lentini
Lentini  (også Leontini, græsk Leontinoi) er en italiensk by (og kommune) i regionen Sicilien i Italien, med omkring 21.646(2023) indbyggere.  